# Shaqir Vukaj
Shaqir Bejto Vukaj (ur. 20 sierpnia 1942 w Szkodrze) – albański chemik i polityk, minister obrony w roku 1997.

## Życiorys
Po ukończeniu szkoły w rodzinnej Szkodrze wyjechał w 1959 na studia do Moskwy. Kryzys w stosunkach albańsko-sowieckich spowodował, że w 1961 powrócił do kraju i w 1964 ukończył studia z zakresu chemii przemysłowej na Uniwersytecie Tirańskim. W latach 1966–1976 pracował jako główny inżynier w przedsiębiorstwie branży spożywczej w Szkodrze. Pod koniec lat 70. zajmował się wymianą handlową z Czechosłowacją.
W wyborach parlamentarnych 1991 zdobył mandat deputowanego do parlamentu. W tym samym roku wstąpił do Socjalistycznej Partii Albanii. W latach 1992–1996 był wiceprzewodniczącym parlamentu.
Stanowisko ministra obrony objął w kulminacyjnej fazie kryzysu piramidowego, po wyjeździe z kraju nieudolnego Safeta Zhulaliego. Jego kandydaturę zaproponował prezydentowi Mejdaniemu Namik Dokle. W chwili, kiedy obejmował urząd armia albańska praktycznie nie istniała i najważniejszym zadaniem nowego ministra stała się odbudowa sił zbrojnych. Po katastrofie statku Katri i Rades, staranowanego przez włoską korwetę Sibilla, w kwietniu 1997 Vukaj spotkał się z włoskim ministrem obrony Beniamino Andreattą, domagając się wycofania kontyngentu wojsk włoskich, przebywających w Albanii w ramach Operacji Alba. W tym samym roku Vukaj objął kierownictwo nowego resortu handlu i turystyki. W 1998 wyjechał do Rosji, gdzie objął stanowisko ambasadora Albanii, zastępując Shpëtima Çuçkę. W 2003 zakończył misję w Rosji i objął stanowisko ambasadora Albanii w Czechach, które pełnił do 2005, a następnie kierował placówką w Bułgarii.
W 1997 przetłumaczył i wydał dokumenty konferencji w Teheranie. W 2007 wydał wspomnienia z okresu swojej pracy w Rosji (Rusia dhe Kosova: shënime të një diplomati, wyd. Enrico Cuccia). W 2019 wywołał skandal oskarżając znanego pisarza Agrona Tufę, że ten jest agentem rosyjskich służb specjalnych. W odpowiedzi Tufa nazwał Vukaja typowym Zulusem.